# Милиция Кыргызстана
Правоохранительная деятельность в Кыргызстане осуществляется кыргызстанской милицией, судами и распределяется между Государственным комитетом национальной безопасности страны, Министерством внутренних дел и Генеральной прокуратурой.

## Современная структура
- ГУОБДД — Главное управление по обеспечению безопасности дорожного движения.
- СОБ — Служба общественной безопасности.
- ГУУР — Главное управление уголовного розыска.
- ТМ КР — Туристическая милиция Кыргызстана

Департаменты:
- ПСН «Шумкар»
- Внутренние войска.

Управления:
- Национальное центральное бюро Интерпола МВД КР

## История
Впервые правоохранительные органы появились в республике в конце 19 века, когда Кыргызстан входила в состав Российской Империи. После свержения самодержавия в России в феврале 1917 года, царская полиция была упразднена. Юридическим закреплением этого процесса стали постановления Временного правительства о ликвидации корпуса жандармов, об упразднении Департамента полиции и провозглашении «народной милиции». Правовая основа организации и деятельности милиции определялась постановлениями Временного Правительства «Об утверждении милиции» и «Временным положением о милиции», изданными 17 апреля 1917 года.

### После революционная милиция
К формированию своего аппарата управление милиции Кара-Кыргызской автономной области фактически приступило с 17 декабря 1924 г., после прибытия из Ташкента сотрудников облмилиции и приема части сотрудников на месте, в Пишпеке. До конца декабря 1924 г. принимались меры по установлению связи с округами, но первоначальные попытки ни к чему не привели, так как начальники милиции на местах отсутствовали, а если и были, то совершенно не считались с областной милицией, а некоторые не имели денежных средств на отправку почты или телефамм. Только к середине января 1925 г. была установлена связь с округами. Личный состав облмилиции был укомплектован согласно штатному расписанию, разработанный адмотделом облревкома. Виду того что, штатное расписание было составлено без учёта возможностей бюджета, имели место задержки в выдаче заработной платы сотрудникам милиции. После сокращения штата милиции до минимума задолженность удалось ликвидировать. Средств на командировки сотрудникам облмилиции для инспектирования низовых подразделений, выполнения оперативных заданий, конвоирования арестованных не было отпущено. Уровень делопроизводства в окружных и районных органах милиции из-за отсутствия средств крайне низок. Одновременно с организацией областной милиции 17 декабря г. создана Кара-Киргизская Облмилиция и начался процесс формирования уголовного розыска области, динственным документом по организации УР были штаты на 81 единицу, утвержденные адмотделом 24 декабря 1924 г., других регламентирующих нормативных актов, таких как Положение, инструкции по организации УР, не было.